# رسم الضاهریه
رسم الضاهریه (به عربی: رسم الضاهریة) یک روستا در سوریه است که در ناحیه حمرا واقع شده‌است. رسم الضاهریه ۴۶۹ نفر جمعیت دارد.